# Hellre död än röd
"Hellre död än röd" (av engelska: "better dead than red") är en antikommunistisk och antisocialistisk utsagan och slagord som använts sedan 1950-talet. Röd är den symboliska färgen för kommunism och socialism varför det blivit en synonym för 'kommunist' (plural: "röda"). Slagordet lyder alltså att personen väljer döden framför att vara kommunist eller för att böja sig inför kommunismen.
En kontervariant lyder "hellre röd än död" (av engelska: "better red than dead"). Det sägs ha varit den ursprungliga varianten av uttrycket, myntat möjligen så tidigt som 1930-tal, och ska ha börjat som en defaitistisk utsagan som implicerade att det var bättre att underkasta sig det den kommunistiska revolutionen eller sovjetkommunistiska styret och försöka komma undan med livet i behåll än att kämpa emot den röda folkmassan och kanske dö på kuppen i ett allomfattande krig. Den senare varianten, "hellre död än röd", syftar då på att det är bättre att dö med självrespekten i behåll än att underkuva sig kommunismens slaveri och förtryck.
Den antikommunistiske debattören Melker Johnsson, som ideologiskt var liberal, gav 1978 ut en samling texter med titeln Bättre röd än död? som hårt angrep vad författaren kallade ”massmedievänstern” respektive ”konjunkturvänstern”. Johnsson var i sin ungdom engagerad inom vänstern men blev alltmer negativ till den kommunistiska ideologin på grund av förtrycket i de realsocialistiska länderna.[källa behövs]